# 1998–1999-es magyar férfi vízilabda-bajnokság (első osztály)
Az 1998–1999-es magyar férfi vízilabda-bajnokság a kilencvenharmadik magyar vízilabda-bajnokság volt. A bajnokságban tizenkét csapat indult el, a csapatok két kört játszottak. Az alapszakasz után az 1-4. helyezettek play-off rendszerben játszottak a bajnoki címért. A párharcok (a döntő kivételével) az alapszakaszbeli eredményeket is beszámítva 8 pontig tartottak. A létszámcsökkentés miatt a 9-11. helyezettek a bentmaradásért játszottak play-off rendszerben.
A Bp. Spartacus vízilabda-szakosztályát a Bp. Honvéddal közösen indította, új neve Honvéd-Spartacus VE lett.
A Szolnoki MTE új neve Szolnoki VSC lett.

## Alapszakasz
| #   | Csapat                  | M  | Gy | D | V  | G+  | G-  | P  |
| --- | ----------------------- | -- | -- | - | -- | --- | --- | -- |
| 1.  | Ferencvárosi TC-Vitalin | 22 | 18 | 3 | 1  | 227 | 116 | 39 |
| 2.  | BVSC-Brendon            | 22 | 18 | 1 | 3  | 264 | 148 | 37 |
| 3.  | Honvéd-Spartacus VE     | 22 | 16 | 3 | 3  | 213 | 144 | 35 |
| 4.  | Vasas SC-Plaket         | 22 | 15 | 3 | 4  | 188 | 142 | 33 |
| 5.  | Újpesti TE-Taxi2000     | 22 | 15 | 3 | 4  | 233 | 122 | 33 |
| 6.  | ÚVMK Eger-Egervin       | 22 | 9  | 2 | 11 | 176 | 193 | 20 |
| 7.  | Kontavill-Szentesi VK   | 22 | 7  | 4 | 11 | 147 | 185 | 18 |
| 8.  | Szolnoki VSC            | 22 | 7  | 2 | 13 | 168 | 198 | 16 |
| 9.  | ELTE-BEAC-Intruder      | 22 | 6  | 2 | 14 | 129 | 214 | 14 |
| 10. | Tabán Trafik-Szegedi VE | 22 | 4  | 2 | 16 | 131 | 181 | 10 |
| 11. | OSC                     | 22 | 2  | 1 | 19 | 105 | 231 | 5  |
| 12. | MAFC-P&P                | 22 | 1  | 2 | 19 | 120 | 227 | 4  |

* M: Mérkőzés Gy: Győzelem D: Döntetlen V: Vereség G+: Dobott gól G-: Kapott gól P: Pont

## Rájátszás
Elődöntő: Ferencvárosi TC-Vitalin–Vasas SC-Plaket 8–4, 8–7, 7–8, 10–6 és BVSC-Brendon–Honvéd-Spartacus VE 11–6, 11–10
Döntő: Ferencvárosi TC-Vitalin–BVSC-Brendon 8–7, 6–7, 7–8, 8–10

## Osztályozó
Tabán Trafik-Szegedi VE–OSC 10–6, 3–7, 9–8, 4–6, 10–3
ELTE-BEAC-Intruder–Tabán Trafik-Szegedi VE 10–5, 8–4, 9–8

## A góllövőlista élmezőnye
|     | Gól | Játékos            | Csapat           |
| --- | --- | ------------------ | ---------------- |
| 1.  | 47  | Tóth Imre          | Honvéd-Spartacus |
| 2.  | 46  | Varga II. Zsolt    | Szolnok          |
| 3.  | 44  | Lehman István      | Eger             |
| 4.  | 43  | Märcz Tamás        | BVSC             |
| 5.  | 41  | Tóth László (1967) | Vasas            |
| 6.  | 40  | Kiss Gergely       | Újpesti TE       |
| 7.  | 38  | Péter Imre         | Ferencváros      |
| 8.  | 36  | Kovács Róbert      | Eger             |
|     | 36  | Molnár Tamás       | Újpesti TE       |
| 10. | 35  | Szabó Zoltán       | Újpesti TE       |
|     | 35  | Regős Áron         | Vasas            |